# Julio dos Santos
Julio Daniel dos Santos Rodríguez, född 7 maj 1983 i Asunción, Paraguay, är en professionell fotbollsspelare.
Han debuterade för Cerro Porteños A-lag som 17-åring och som 20-åring var han med i U20-VM. Det var dock först när han, 2003, fört sitt Cerro Porteno till ligaguld med sina 15 mål som han slog igenom på riktigt. 2005 flyttade han till Europa för spel med tyska Bayern München där det dock bara blev fem ligamatcher. Han spelar nu för den brasilianska klubben Vasco da Gama.

## Meriter
- Paraguayanska ligan 2001, 2004 och 2005
- Bundesliga 2006